# Antoon Verboven

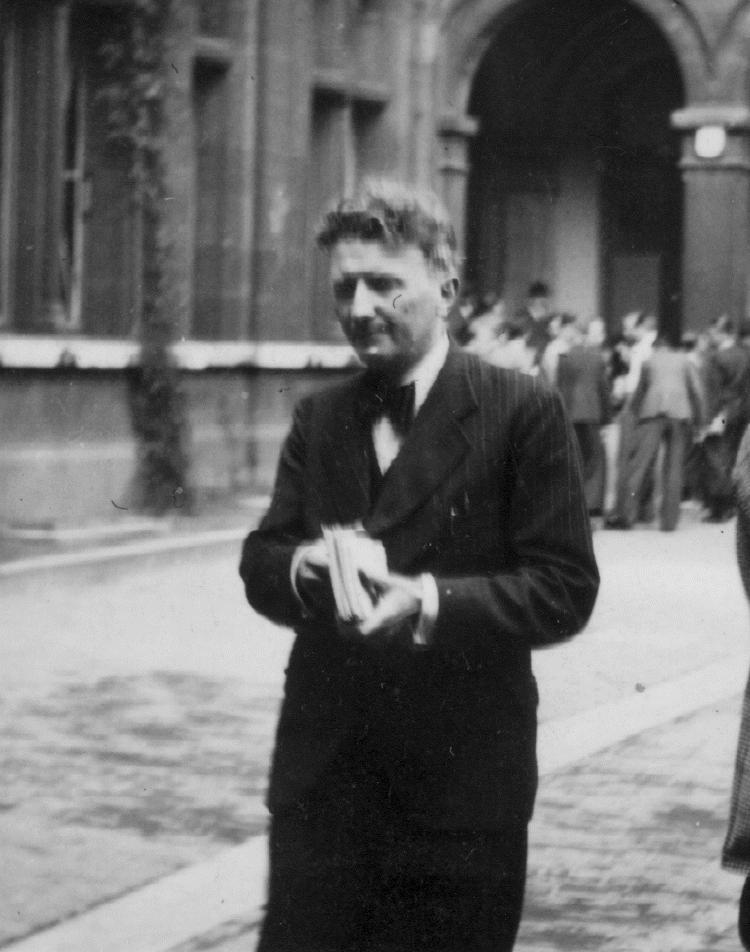
Antoon Verboven voor het Atheneum van Antwerpen, 1935.

Antoon (Joannes Antonius Sebastianus) Verboven (Geel, 18 april 1905 – Geel, 6 december 1984) was een Vlaams classicus, leraar en ondernemer.

## Levensloop
Na de klassieke humaniora aan het bisschoppelijk St.-Aloysiuscollege van Geel studeerde Antoon Verboven vanaf 1924 tot 1929 klassieke filologie aan de Katholieke Universiteit Leuven. Tijdens de jaren twintig was hij actief binnen de Vlaamse studentenbeweging en vooral dan binnen de studentenbond van Geel en diens koepelorganisatie, het AKVS. In 1928 was hij preses van de Geelse Club en hoofdredacteur van het AKVS-blad De Blauwvoet. Hij promoveerde in 1929 met grootste onderscheiding tot doctor in de Klassieke Filologie op een proefschrift over Vergilius.

## Leraarschap
Van 1930 tot 1931 doceerde hij Grieks en Latijn aan het bisschoppelijk college van Roermond. In 1932 werd hij aangesteld als leraar en studieprefect aan het Koninklijk Atheneum van Antwerpen, een aanstelling die geleidelijk werd omgezet tot een voltijdse betrekking als leraar Grieks.
Eind jaren dertig geraakte hij betrokken bij de werking van de Katholieke Vlaamse Hogeschooluitbreiding, waarvan hij in 1941 afdelingsvoorzitter voor Antwerpen werd. Bij het uitbreken van de Tweede Wereldoorlog was hij als luitenant en compagnieleider in Hasselt gestationeerd. Hij werd na de capitulatie met heel het 3de Linieregiment krijgsgevangen gemaakt en verbleef tot augustus 1940 in het krijgsgevangenkamp te Soest (Duitsland).
In 1937 werd hij aangesteld als professor aan de Katholieke Vlaamse Hogeschool voor Vrouwen te Antwerpen. Hij was vanaf 1941 hoofdredacteur van het maandblad O.M.O. (Ons Middelbaar Onderwijs), dat een sterk VNV-signatuur had. Het maandblad stelde zich echter gematigd op en weerde extreme politieke standpunten en Duitse invloeden. In deze jaren publiceerde hij enkele boeken over Griekenland bij uitgeverij De Nederlandsche Boekhandel met wier directeur Albert Pelckmans hij goed bevriend was. Zijn bekendste werk, dat 30 jaar lang deel zou blijven uitmaken van het leerplan van de klassieke Humaniora, was 'Sophocles: Koning Oidipous'. Het verscheen in 1940 bij uitgeverij Brepols in Turnhout en kende zijn laatste drukken in de jaren zeventig bij de Standaard Uitgeverij.

## Politiek en sociaal werk
Vanaf 1938 tot 1942 was hij lid van het VNV en een tijdlang afdelingsvoorzitter van Boechout. Uit onvrede met de steeds sterker wordende pro-Duitse tendensen nam hij in 1942 ontslag. Later zou hij het betreuren niet eerder de gevaarlijke koers van het VNV onderkend te hebben.
Tijdens de oorlog was hij ook voorzitter van de Boechoutse afdeling van Winterhulp België, een organisatie die zich inzette voor de sociaal zwakkeren (niet te verwarren met het nationaalsocialistische Winterhulp Nederland). Winterhulp België bestond uit een samenbundeling van de werkzaamheden van het Rode Kruis van België, Het Vlaamse Kruis, het Nationaal Werk voor Kinderwelzijn en het Nationaal Werk voor Oud-strijders en Oorlogsinvaliden. Algemeen voorzitter was oud-minister Paul Heymans.
In zijn hoedanigheid van voorzitter van de afdeling Boechout, slaagde Toon Verboven erin om een dertigtal Vlamingen, die op de lijst van verplichte tewerkstelling in Duitsland stonden, in dienst te nemen. In de jaren zestig en zeventig zette hij zich ook in voor de missies in Afrika en Latijns-Amerika, meestal via bevriende paters en oud-studenten van het St.-Aloysiuscollege van Geel.
Tijdens de jaren zestig was hij actief binnen de Volksunie. In 1968 werd hij eerste opvolger voor de Senaat. Na het Egmontpact keerde hij de partij de rug toe.

## Repressie en nieuwe start
Vanwege zijn lidmaatschap van het VNV (tot 1942) werd hij in oktober 1944 gedurende twee dagen opgesloten in de dierentuin van Antwerpen om dan geïnterneerd te worden in de tot gevangenenkamp omgevormde jongensschool van Boechout. Hij kwam vrij in januari 1945. In 1946 werd hij voor zijn culturele activiteiten tijdens de oorlog veroordeeld tot vijf jaar celstraf. Die straf werd echter dankzij het toedoen van zijn vriend en advocaat Jan Valvekens omgezet in een hoge boete. Hij bleef ook ontzet uit zijn burgerrechten en kon zijn posities aan het Koninklijk Atheneum van Antwerpen en aan de Katholieke Vlaamse Hogeschool niet meer opnemen.
Noodgedwongen nam hij in 1946 het beroep van houthandelaar aan. Hij vestigde zich met zijn gezin in Oosterlo, een gehucht van Geel, waar de familie van zijn vrouw Marieke Lavrijsen een watermolen en zagerij bezat. In enkele jaren tijd bouwde hij de Houthandel Verboven (met eerste vestiging in Oosterlo-Geel) uit tot een groot bedrijf. In 1959 - ondertussen was hij in eer hersteld - liet hij het bedrijf over aan zijn oudste zonen en werd hij opnieuw leraar Grieks, ditmaal in het Instituut der Voorzienigheid te Diest.

## Hellas
Na zijn opruststelling in 1970, wijdde hij zich aan de studie van de Griekse cultuur. Na eerdere publicaties tijdens de jaren veertig, bereidde hij een overzichtswerk voor, dat de schatplichtigheid van de westerse cultuur aan Griekenland en Rome moest aantonen. Dit werk bleef echter onafgewerkt door zijn vroegtijdige dood.

## Publicaties

### Boeken
- De authenticietit van de ‘Culex’ van Vergilius, Leuven, 1929 (onuitgegeven doctoraatsverhandeling)
- Horatius, Katholieke Vlaamsche Hoogeschooluitbreiding, Verhandeling 357, Antwerpen: Standaard Boekhandel, 1937
- Sophokles, Koning Oidipoes, Turnhout: Brepols, 1939
- Helikoon. Bloemlezing uit Grieksche en Latijnsche schrijvers, Antwerpen: De Nederlandsche Boekhandel, 1942 (red.)
- Hellas en de West-Europeesche kultuur, Antwerpen: De Nederlandsche Boekhandel, 1944
- Grieksche Letterkunde, Antwerpen: De Nederlandsche Boekhandel, 1944
- Van Logos tot Computer/Hellas en de West-Europese cultuur, Geel, 1984 (onuitgegeven manuscript).

### Bijdragen in tijdschriften en bundels
- Uit houwe trouwe wordt moerenland herboren!, in: Heidebrand. Studentenblad voor de Zuiderkempen. Nr. 3, 1926.
- Met volle zeilen, in: O.M.O. 22/1, maart 1942.
- Houzee dr. Fr. Uytterhoeven, in: O.M.O. 22/8, november 1942.
- Horst Rüdiger: Wesen und Wandlung des Humanismus, in: O.M.O. in 22/8, november 1942.
- Gangstermethodes, in: O.M.O. 22/8, november 1942.
- Tragedie, in: Verboven, Antoon (red.), Helikoon. Bloemlezing uit Grieksche en Latijnsche schrijvers. De Nederlandsche Boekhandel, Antwerpen 1942.
- Puntjes op de i’s, in: O.M.O.in 23/8.
- Spelling van Griekse eigennamen en van Griekse bastaardwoorden in het Nederlands, in: O.M.O. 23/10, december 1943.
- Actuele waarde van Hellas, in: O.M.O. 24/6-7, juni-juli 1944.
- E.E.H.H. Jan Swinnen en Leonard Dille, in: Ossag, Geel 1968.
- Goud?, in: Ossag, Geel 1974.
- Onderwijs en Demokratie, in: Ossag, Geel 1975.
- Hellas en het Christendom, in: Verboven, Hans (red.). Continent op drift. Europese waarden in de schaduwen van morgen. Uitgeverij Pelckmans, Kapellen 2010.